# امت اسلام (جنبش)
اُمَت اسلام (انگلیسی: Nation of Islam) به اختصار NOI، سازمانی دینی است که در سال ۱۹۳۰ در ایالات متحده به دست والاس فرد محمد تأسیس شد. امت اسلام سازمانی متمرکز و سلسله‌مراتبی است که به ملی‌گرایی سیاه‌پوستان متعهد است و توجه خود را به پراکندگی آفریقایی‌ها، به ویژه آفریقایی-آمریکایی‌ها معطوف کرده است. در حالی که این سازمان خود را اسلامی توصیف و از اصطلاحات اسلامی استفاده می‌کند، اصول مذهبی آن تفاوت‌های قابل توجهی با سنت‌های اسلام سنتی دارد. دین‌شناسان این سازمان را یکی از جنبش‌های نوپدید دینی توصیف می‌کنند.
اهداف آن بهبود شرایط معنوی، ذهنی، اجتماعی و اقتصادی سیاه‌پوستان آمریکایی در ایالات متحده و در سراسر جامعه بشری عنوان شده‌اند. امت اسلام به عنوان قدیمی‌ترین گروه ملی‌گرای سیاه‌پوستان آمریکا شناخته می‌شود. این گروه به آمریکایی‌های آفریقایی‌تبار برنامه‌های خدمات اجتماعی ارائه می‌دهد. روزنامه رسمی این جنبش فراخوانی نهایی است.
پس از ناپدید شدن والاس فرد محمد در ژوئن ۱۹۳۴، امت اسلام توسط الایجا محمد رهبری شد، کسی که مکان‌های عبادت (با نام معبدها یا مساجد)، مدرسه‌ای به نام دانشگاه محمد اسلام، تجارت‌ها، مزارع و دارائی‌های املاک و مستغلات در داخل ایالات متحده و خارج از آن را تأسیس کرد. تعدادی شاخه‌ها و گروه‌های تقسیم شده در زمان رهبری الایجا محمد نیز بودند که مطرح‌ترین آنها رهبر ارشد مالکوم ایکس بود که مسلمان سنی شد. پس از مرگ الایجا محمد، پسرش وارث دین محمد نام سازمان را به «جامعه جهانی اسلام در غرب» و پس از آن دو بار دیگر نیز نام سازمان را تغییر داد و سعی کرد این جنبش را به یک مسیر اصلی ایدئولوژی مسلمان سنی تبدیل کند.
در ۱۹۷۷، لوییس فراخان رهبری وارث دین محمد را رد کرد و نپذیرفت و امت اسلام را به همان شکل اصلی‌اش از نو تأسیس کرد. او فرماندهی معبد پایگاه امت اسلام، یعنی مسجد مریم (مسجد شماره ۲) را به عهده گرفت که در شیکاگو ایلینوی واقع است. از سال ۲۰۱۰، به رهبری فراخان، اعضا به شدت به مطالعه دیانتیکس (ایده‌ها و رسوم مربوط به رابطه متافیزیکی بین ذهن و جسم که توسط رون هابارد ایجاد شد) تشویق شدند و امت مدعی ست که توانسته ۱۰۵۵ حسابرس ساینتولوژی تربیت کند.
اعتقاد پیروان فرد محمد به الوهیت او، از مصداق‌های عقاید خرافی سیاهان به‌شمار می‌آید که معجونی از افسانه‌های آفریقایی، تعالیم مسیحیت و احکام اسلامی است.
مقر اصلی این سازمان در ایالات متحده قرار دارد، و همچنین در خارج از آمریکا نیز حضور پیدا کرده است. عضویت در این سازمان تنها برای افراد رنگین‌پوست آزاد است. در سال ۲۰۰۷، تخمین زده شد که این گروه حدود ۵۰٬۰۰۰ عضو دارد. امت اسلام در جذب و تغییر باور زندانیان موفق عمل کرده است. با این حال، این سازمان با انتقادات جدی روبه‌روست. مرکز حقوقی فقر جنوبی و مرکز حقوقی فقر جنوبی آن را یک گروه نفرت‌پراکن سیاه‌برترپندار معرفی کرده‌اند که به نژادپرستی علیه سفیدپوست، یهودستیزی و بیانات ضد جامعه ال‌جی‌بی‌تی دامن می‌زند. منتقدان مسلمان نیز این گروه را متهم می‌کنند که تعالیمی ارائه می‌دهد که با اسلام اصیل سازگار نیست.